# Chassalia staintonii
Chassalia staintonii är en måreväxtart som först beskrevs av Hiroshi Hara, och fick sitt nu gällande namn av Debendra Bijoy Deb och Durga Charan Mondal. Chassalia staintonii ingår i släktet Chassalia och familjen måreväxter. Inga underarter finns listade i Catalogue of Life.